# Thomas S. Lundgren
Thomas S. Lundgren (* um 1935) ist ein US-amerikanischer Ingenieur, der sich insbesondere mit Turbulenz und Dynamik von Wirbeln befasst.
Lundgren studierte Flugzeugtechnik (Aeronautical Engineering) an der University of Minnesota mit dem Bachelor-Abschluss 1954 und dem Master-Abschluss 1956 und wurde dort 1960 in Hydrodynamik promoviert. Danach war er dort Assistant Professor, 1963 Associate Professor und 1966 Professor für Luftfahrttechnik (Aerospace Engineering and Mechanics). 2000 emeritierte er.
1972 bis 1986 war er Berater für Martin Marieta Energy Systems und er war auch Berater für Honeywell und Xerox.
1982 konnte er mit einer spiralförmigen Wirbelmodellierung Kolmogorovs 5/3 Gesetz ableiten (siehe Mikroskala von Kolmogorow). 2002/3 leitete er die Kolmogorow Theorie homogener Turbulenz für den Inertialbereich aus der Analyse der Navier-Stokes-Gleichung mit asymptotischen Entwicklungen (matched asymptotic expansions) ab (sowie Korrekturen dazu).
2006 erhielt er den Hydrodynamik-Preis der American Physical Society und er ist Fellow der American Physical Society (1994). 

## Schriften
- A small scale turbulence model, Phys. Fluids A, Band 5, 1993, S. 1472–1483
- Kolmogorov two-thirds law by matched asymptotic expansion, Phys. Fluids, Band 14, 2002, S. 638–642
- Kolmogorov turbulence by the method of matched asymptotic expansions, Phys. Fluids, Band 15, 2003, S. 1024–1081
- mit P. Koumoutsakos: On the generation of vorticity at a free surface, J. Fluid Mech., Band 382, 1999, S. 351–366